# انو سن پیترو
انو سن پیترو (به ایتالیایی: Ono San Pietro) یک کومونه در ایتالیا است که در استان برشا واقع شده‌است. انو سن پیترو ۱۳٫۹۴ کیلومتر مربع مساحت و ۹۹۸ نفر جمعیت دارد و ۵۱۶ متر بالاتر از سطح دریا واقع شده‌است.